# Joseph Delboeuf
Joseph Delboeuf (Liegi, 30 settembre 1831 – Bonn, 14 agosto 1896) è stato uno psicologo e filosofo belga.
Joseph Rémi Léopold Delbœuf è stato uno psicologo sperimentale e filosofo belga nato nel 1831 a Liegi, e morto nel 1896 a Bonn. Psicologo assai rispettato, autore di un'opera considerevole e diversificata, è noto soprattutto per i suoi lavori sull'ipnosi e per il suo importante contributo ai dibattiti sulla psicofisica. Ha insegnato principalmente all'Università di Liegi.

## Biografia
Dal 1863 al 1866, Joseph Delbœuf insegna filosofia all'Università di Gand poi, dal 1866 al 1896, filologia all'Università di Liegi. 

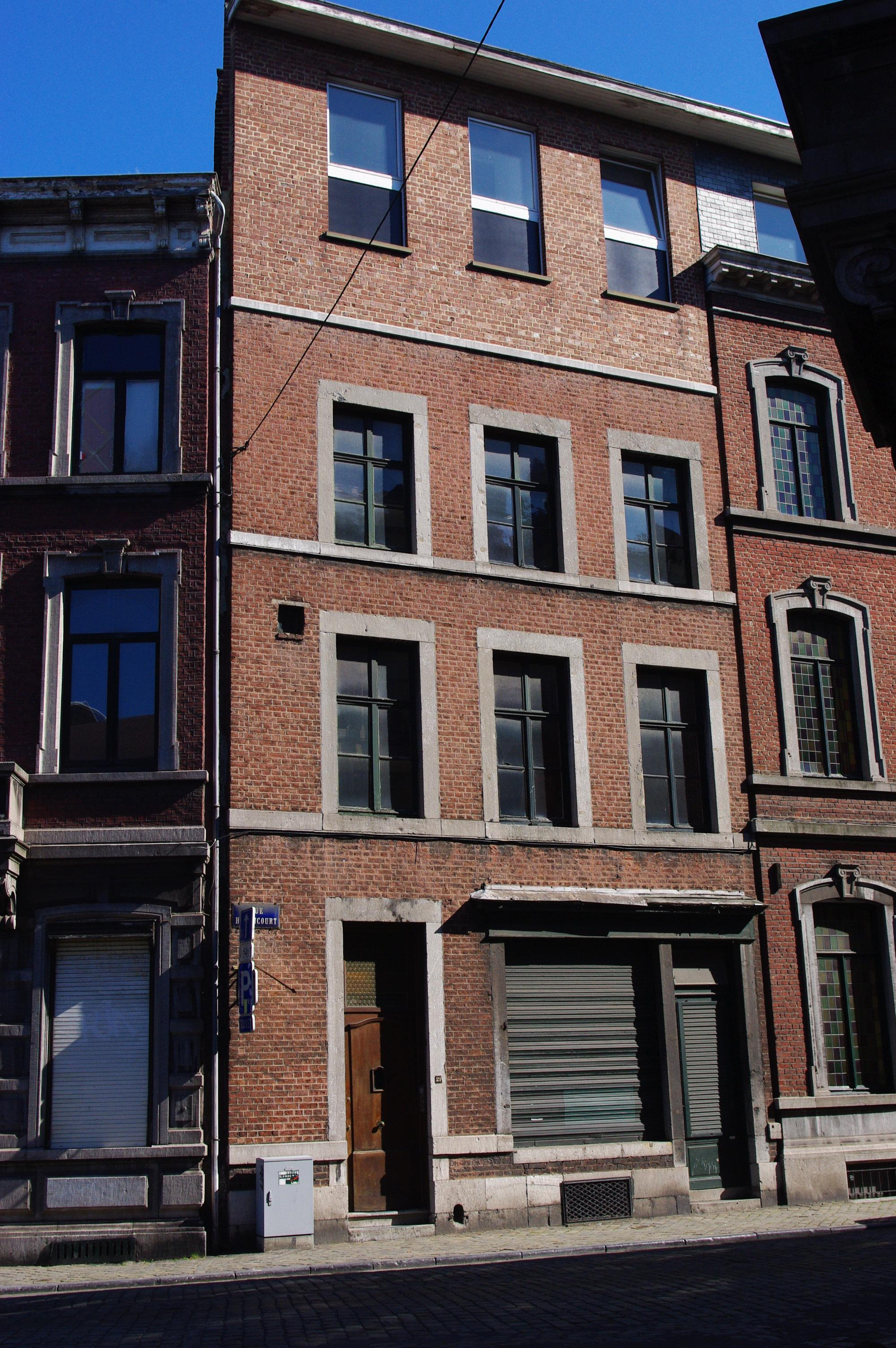
Maison de Delboeuf (1879) à Liège, rue Hemricourt 21

Nel 1885, in occasione di una visita alla Salpêtrière, assiste in compagnia di Hippolyte Taine a une sessione di ipnosi offerta da Jean-Martin Charcot in cui quest'ultimo ottiene delle vescicazioni per suggestione. In occasione di questa stessa visita assiste anche alle sessioni di Alfred Binet e Charles Féré tendenti a illustrare fenomeni di transfert di sintomi da un individuo all'altro attraverso l'uso del magnete. Nel 1886 Delboeuf pubblica Une visite à la Salpêtrière e comincia a praticare il magnetismo.
Nel 1887 la sua conferenza alla classe di Scienze della "Académie royale de Belgique" su L'Origine des effets curatifs de l'hypnotisme suscita una vivace polemica sulla stampa medica belga.
Nel 1888 si reca alla Scuola di Nancy per incontrare Ambroise-Auguste Liébeault, Hippolyte Bernheim, Jules Liégeois e Henri Beaunis. In questo stesso anno pubblica L'hypnotisme et la liberté des représentations publiques per difendere il diritto degli ipnotizzatori a fare spettacolo, (come faceva il suo conterraneo Alfred D'Hont, alias Donato). La posizione di Delbœuf è stata oggetto di una feroce controversia in uno storico congresso tenutosi a Parigi nel 1889 con il neurologo svizzero Paul-Louis Ladame, che si opponeva vivacemente al fatto che la tecnica dell'iponosi potesse essere utilizzata anche dai non-medici. Nel 1890, in Magnétiseurs et Médecins, Delboeuf chiede "che ciascuno possa fare dell'ipnotismo pubblico o privato, sotto la propria responsabilità".
Al di là di questa polemica, Delboeuf è noto soprattutto per i suoi apporti teorici all'ipnosi, per i suoi lavori nel campo della psicologia sperimentale e per il suo libro sul sogno (Le sommeil et les rêves). È probabile che abbia incontrato anche Sigmund Freud.
Delbœuf muore a Bonn nell'estate 1896, mentre si sta recando al 3º Congresso Internazionale di Psicologia di Monaco di Baviera, a cui dovevano prendere parte anche Franz Brentano, Carl Stumpf e William James.

### Articoli
- Léon Dumont et la philosophie scientifique, in "Revue scientifique", I (1877), pp. 1149–1156.

### Su Delbœuf
- Gilkinet Alfred, "Notice sur Joseph Delboeuf"[collegamento interrotto], in Annuaire de l'Académie royale des Sciences, des Lettres et des Beaux-Arts de Belgique, 1905, p. 47-147.
- François Duyckaerts, Joseph Delbœuf, philosophe et hypnotiseur, Paris, Empêcheurs de Penser en Rond, 1993;
- Serge Nicolas, Joseph Delboeuf on Visual Illusions: A Historical Sketch, in "The American Journal of Psychology", Vol. 108, n. 4 (Hiver, 1995), pp. 563–574.
- S. Nicolas - D.J. Murray - B. Farahmand, The psychophysics of J-R-L Delbœuf, 1997.